# Света Троица (Камбурово)
Вижте пояснителната страница за други значения на Света Троица.
„Света Троица“ е православна църква в село Камбурово. Тя е част от Търговищка духовна околия, Варненска и Великопреславска епархия на Българската православна църква. Храмът е действащ само на големи религиозни празници.

## История
Църквата е построена през 1905 година.
През 2011 година тя се ремонтира, след като е заплашена от събаряне. В ремонта се включват и местните мюсюлмани. Малка част от материалите дори са купени със средства предоставени от джамията в селото. Кметът на селото изпраща на строежа мъжете от временната заетост. Към този момент християните в селото са около 10 процента.